# Koellikerina constricta
Koellikerina constricta is een hydroïdpoliep uit de familie Bougainvilliidae. De poliep komt uit het geslacht Koellikerina. Koellikerina constricta werd in 1932 voor het eerst wetenschappelijk beschreven door Menon. 